# Taheva
Taheva (deutsch: Taiwola) war die südlichste Landgemeinde im estnischen Kreis Valga mit einer Fläche von 204,7 km². Sie hatte 972 Einwohner (1. Januar 2006).
Neben dem Hauptort Laanemetsa umfasste die Gemeinde die Dörfer Hargla, Kalliküla, Koikküla, Koiva, Korkuna, Lepa, Lutsu, Ringiste, Sooblase, Taheva, Tsirgumäe und Tõrvase.
Taheva zeichnete sich vor allem durch seine von Wäldern (67 % der Gemeindefläche), Seen (Aheru-See, 234 Hektar) und Flüssen (Koiva, Mustjõgi) geprägte Natur aus.

## Persönlichkeiten
- Felix Wolf, eigentlich Werner Waldemar Richard Rakow (1893–1936), deutsch-russischer Kommunist, geboren in Koikküla